# Shadow the Hedgehog
Shadow the Hedgehog é um personagem que aparece na franquia de videogame Sonic the Hedgehog da Sega. Shadow foi criado por Takashi Iizuka e Shiro Maekawa, e estreou na edição de 2001 da série Sonic Adventure 2. Embora essa fosse sua única aparição, Shadow provou ser tão popular entre os fãs que o desenvolvedor Sonic Team decidiu incluí-lo em Sonic Heroes de 2003. Shadow desde então apareceu em várias entradas na franquia, incluindo um jogo spin-off autointitulado em 2005. Ele também apareceu em adaptações para a televisão de Sonic, quadrinhos e mercadorias.
Dentro do universo fictício da franquia Sonic, Shadow é um ouriço preto antropomórfico imortal criado pelo Professor Gerald Robotnik, o avô do antagonista da série Doutor Eggman. Depois de testemunhar o assassinato de sua melhor amiga Maria, Shadow jura manter sua promessa a ela de que ele protegeria o mundo do perigo. Como um anti-herói, Shadow tem boas intenções, mas fará o que for preciso para atingir seus objetivos, colocando-o em conflito com o protagonista da série Sonic the Hedgehog. Shadow compartilha muitos atributos com Sonic e, portanto, controla de forma semelhante em jogos, mas se distingue pelo uso de veículos e armas de fogo.
A ideia para Shadow teve origem durante o desenvolvimento do Sonic Adventure original em 1998, com Iizuka e Maekawa garantindo que ele seria um personagem sutil e "legal" com o qual os jogadores se importariam. Seu design foi influenciado por filmes como Underworld, Constantine e Terminator. Embora Shadow seja um dos personagens mais populares da série e tenha sido eleito um dos maiores personagens de videogame pelo Guinness World Records em 2011, ele provou ser um divisor de águas entre os jornalistas de videogame. Alguns elogiaram seu papel em Sonic Adventure 2 e a preservação de seus níveis do tema Sonic, mas outros criticaram sua caracterização sombria e exagerada. O jogo Shadow vendeu bem e recebeu críticas geralmente desfavoráveis.

## Descrição
Shadow é um ouriço preto antropomórfico que aparece na série de jogos de plataforma Sonic the Hedgehog da Sega e seus vários spin-offs. Ele apareceu pela primeira vez na edição de 2001 Sonic Adventure 2, o último jogo Sonic lançado para um console de videogame Sega. Seus papéis nos jogos variam. Alguns, como os jogos da série principal Sonic Adventure 2, Sonic Heroes (2003), e Sonic the Hedgehog (2006), apresentam-no como um personagem jogável importante, e ele é o protagonista do spin -off Shadow the Hedgehog (2005) e um pacote de conteúdo para download (DLC) para Sonic Forces (2017). Outros, como o jogo de aniversário Sonic Generations (2011), limitam-no a um papel não jogável.
Nos jogos, Shadow é descrito como um anti-herói misterioso, perspicaz, introvertido e taciturno. Embora seu objetivo final seja proteger o mundo do perigo, ele não gosta da humanidade e, uma vez que estabelece uma meta, ele faz o que for necessário para alcançá-la. Isso geralmente faz com que ele corra riscos sem pensar sobre eles e o coloca em conflito com o protagonista da série Sonic the Hedgehog. Embora um solitário, Shadow colabora com a caçadora de tesouros Rouge the Bat e o robô renegado E-123 Omega em jogos como Sonic Heroes e Sonic Forces. Shadow alia-se com Sonic em alguns jogos, mas também o faz com o antagonista da série Doctor Eggman em Sonic Adventure 2 e Shadow the Hedgehog.
Shadow compartilha muitas semelhanças com Sonic. Visualmente, Ben Stahl da GameSpot descreveu Shadow como "uma versão obscura do Sonic - semelhante em aparência, mas com pele mais escura, olhos mais angulares e um rosnado assustador em vez do sorriso característico de Sonic." Justin Leeper da GamesRadar + disse que se Sonic era o Flash, então Shadow seria o seu Flash reverso. Os personagens controlam de forma semelhante nos jogos, pois ambos compartilham habilidades e a capacidade de correr em grandes velocidades hipersonicas e ultrapassar velocidades da luz. Shadow tem atributos únicos em alguns jogos, como o uso de armas de fogo e veículos em Shadow the Hedgehog e Sonic the Hedgehog, respectivamente. Ele também pode usar as Esmeraldas do Caos para realizar o "Controle do Caos" para aumentar suas habilidades e manipular o tempo. Por mais poderoso que ele seja, Shadow utilizar Anéis Inibidores para controlar os poderes, após a remoção dos anéis o personagem libera quantidades tão tremendas de energia que forma uma barreira impenetrável ao seu redor que pode destruir qualquer coisa que tocar. Como Sonic, Shadow pode se transformar em uma forma "Super", dando-lhe poderes especiais.

## Desenvolvimento
Shadow foi criado por Takashi Iizuka e Shiro Maekawa, que respectivamente atuaram como diretor e escritor de Sonic Adventure 2. De acordo com Iizuka, a ideia do Shadow teve origem durante o desenvolvimento do Sonic Adventure original em 1998, quando o Sonic Team pretendia apresentar um rival para o Sonic em uma sequência potencial. Embora raramente discutissem a ideia, a equipe continuamente pensava nela. Eventualmente, enquanto o trabalho em Sonic Adventure 2 progredia, Sonic Team encontrou uso em Shadow quando eles traçaram o enredo "bem contra o mal" do jogo. O nome de Shadow no início do desenvolvimento era "Terios" ("reflexo de"), referindo-se ao seu papel como doppelganger de Sonic. Sonic Team encarregou Maekawa de desenvolver Shadow, que eles queriam que parecesse tão "legal" quanto Sonic. Maekawa decidiu-se pelo desenho de um ouriço preto, mas teve dificuldade em criar sua personalidade. Uma noite, enquanto ele pensava nas falas para uma cena em que Sonic confrontava Shadow por se passar por ele, Maekawa surgiu com a primeira fala de Shadow: "Hmph, você não é o falso aqui?" Como parte da formação de seu caráter sutil, Maekawa imaginou que Shadow se referiria a si mesmo usando o pronome japonês mais humilde, boku (僕). Iizuka se certificou de que a introdução de Shadow também trouxesse novos eventos ao jogo, já que ele queria que os jogadores se preocupassem com o personagem.
Sonic Adventure 2 era para ser a única aparição de Shadow, mas sua popularidade entre os fãs o levou a retornar em Sonic Heroes de 2003. Além disso, a Sonic Team queria apresentar Shadow em um jogo spin-off. Em 2005, a Sonic Team estava interessada em desenvolver um jogo de tiro em alta velocidade. Eles escolheram se concentrar em Shadow - que eles sentiram que seria "o local perfeito ... para tentar nossa sorte neste gênero" - levando ao desenvolvimento de Shadow the Hedgehog. O co-criador da série, Yuji Naka, esperava que Shadow levasse a uma série spin-off sobre o personagem. Ao desenvolver o design e o mundo de Shadow, Sonic Team foi influenciada por filmes como Underworld (2003), Constantine (2005) e os da série Terminator. A equipe abandonou a jogabilidade de tiro de Shadow quando trabalhava em Sonic the Hedgehog em 2006. Em vez disso, o diretor Shun Nakamura enfatizou o combate para diferenciar sua jogabilidade daquela de Sonic; enquanto Sonic foi projetado para plataformas velozes, Shadow foi projetado para lutar contra inimigos. Depois de Sonic and the Black Knight (2009), Shadow não apareceu como um personagem jogável em um jogo de plataformas do Sonic por algum tempo, até o lançamento de Sonic Forces em 2017. Nakamura explicou que o Sonic Team trouxe Shadow de volta para o Sonic Forces, então ele iria agradar aos fãs dos jogos Adventure, já que o personagem é "extremamente popular" entre aquele grupo. Iizuka comentou que outro spin-off orientado para Shadow é uma possibilidade.
No Japão, Kōji Yusa dá voz a Shadow. O ator de voz em inglês do personagem mudou várias vezes. David Humphrey foi o primeiro a assumir o papel, mas foi substituído por Jason Griffith, que dublou Shadow and Sonic na dublagem inglesa da série de anime Sonic X (2003–2006), para Shadow the Hedgehog em 2005. Desde então, Kirk Thornton expressou Shadow em jogos como Sonic Free Riders.

## Biografia do personagem
Dentro do universo fictício da série Sonic, Shadow the Hedgehog é um ser imortal criado pelo Professor Gerald Robotnik por meio de engenharia genética como parte de um experimento para curar sua neta Maria de uma doença mortal. Enquanto Shadow e Maria formaram um forte vínculo, o governo o considerou uma ameaça. Shadow foi colocado em animação suspensa e uma organização militar, as Guardian Units of Nations (G.U.N.), matou Maria enquanto Shadow tentava protegê-la. A morte de Maria traumatizou Shadow, que jurou manter sua promessa de que protegeria o mundo do perigo. Em Sonic Adventure 2, o neto de Gerald, Doutor Eggman, aprende sobre Shadow e o revive como parte de um plano para conquistar o mundo e derrotar Sonic the Hedgehog. Shadow concorda em ajudar Eggman e responsabiliza Sonic por seus atos malignos. No entanto, Shadow eventualmente se alia a Sonic para evitar a destruição do mundo depois que ele se lembra da promessa que fez a Maria. No entanto, ele é incapaz de lidar com o poder de todas as sete Esmeraldas do Caos em um estado Super, bem como Sonic, e é visto despencando para a Terra do espaço após a luta final com o chefe.
Em Sonic Heroes, Rouge the Bat descobre Shadow vivo na base de Eggman. Ele não se lembra de nada exceto seu nome e a morte de Maria, e se juntou a Rouge e E-123 Omega para encontrar Eggman e aprender sobre seu passado. Em Shadow the Hedgehog, Shadow, ainda sofrendo de amnésia, é pego em uma guerra de três vias entre Eggman, G.U.N., e os Black Arms, um exército alienígena liderado por Black Doom. Shadow pode escolher ajudar G.U.N., Sonic e seus amigos, Eggman ou os Black Arms. No final do jogo, Shadow se recupera de sua amnésia e descobre a verdade sobre seu passado, incluindo que Gerald o criou usando o sangue de Black Doom. Ele opta por deixar o passado para trás e seguir em frente, e em Sonic the Hedgehog é descrito como tendo ingressado no G.U.N.

## Em outras mídias
Fora da série de videogames, Shadow aparece como o verdadeiro vilão principal da série de anime Sonic X, que adapta a história dos jogos Sonic Adventure. O elenco original japonês dos jogos reprisou seus papéis de voz para o jogo, enquanto Jason Griffith dublou Shadow na versão em inglês da 4Kids Entertainment. Na franquia spin-off de Sonic Boom (2014–2017), Shadow aparece nos jogos Rise of Lyric de 2014 para o Wii U como um anti-herói e Shattered Crystal para o Nintendo 3DS como um herói, e os episódios "It Takes a Village to Defeat a Hedgehog" e ambas as partes intituladas "Eggman: The Video Game" como um vilão, dublado por Kirk Thornton. Ele também aparece nos quadrinhos Sonic the Hedgehog publicados pela Archie Comics e IDW Publishing, e sua semelhança foi usada em mercadorias do Sonic, alem disso o personagem aparece na serie Sonic Prime como heroi. No filme Sonic 3 (2024), Shadow surge pela primeira vez em uma adaptação live-action sendo dublado por Keanu Reeves.